# جان هی (تنیس‌باز)
 جان هی (انگلیسی: John Hayes؛ زاده ۷ آوریل ۱۹۵۵) یک تنیس‌باز اهل ایالات متحده آمریکا است.